# Saint-Ouen-en-Belin
Saint-Ouen-en-Belin és un municipi francès situat al departament del Sarthe i a la regió de País del Loira. L'any 2007 tenia 1.274 habitants.

## Demografia

### Població
El 2007 la població de fet de Saint-Ouen-en-Belin era de 1.274 persones. Hi havia 438 famílies de les quals 73 eren unipersonals (35 homes vivint sols i 38 dones vivint soles), 146 parelles sense fills, 200 parelles amb fills i 19 famílies monoparentals amb fills.
La població ha evolucionat segons el següent gràfic:
Habitants censats

### Habitatges
El 2007 hi havia 491 habitatges, 453 eren l'habitatge principal de la família, 19 eren segones residències i 18 estaven desocupats. 486 eren cases i 5 eren apartaments. Dels 453 habitatges principals, 376 estaven ocupats pels seus propietaris, 75 estaven llogats i ocupats pels llogaters i 2 estaven cedits a títol gratuït; 19 tenien dues cambres, 54 en tenien tres, 115 en tenien quatre i 266 en tenien cinc o més. 367 habitatges disposaven pel capbaix d'una plaça de pàrquing. A 141 habitatges hi havia un automòbil i a 288 n'hi havia dos o més.

### Piràmide de població
La piràmide de població per edats i sexe el 2009 era:
| Homes | Edats   | Dones |
| ----- | ------- | ----- |
| 0     | 95 o +  | 0     |
| 0     | 90 a 94 | 0     |
| 4     | 85 a 89 | 0     |
| 4     | 80 a 84 | 0     |
| 4     | 75 a 79 | 8     |
| 32    | 70 a 74 | 24    |
| 16    | 65 a 69 | 36    |
| 28    | 60 a 64 | 20    |
| 16    | 55 a 59 | 16    |
| 52    | 50 a 54 | 36    |
| 40    | 45 a 49 | 40    |
| 44    | 40 a 44 | 48    |
| 28    | 35 a 39 | 40    |
| 32    | 30 a 34 | 36    |
| 56    | 25 a 29 | 28    |
| 28    | 20 a 24 | 20    |
| 32    | 15 a 19 | 56    |
| 52    | 10 a 14 | 36    |
| 16    | 5 a 9   | 24    |
| 44    | 0 a 4   | 28    |

## Economia
El 2007 la població en edat de treballar era de 777 persones, 608 eren actives i 169 eren inactives. De les 608 persones actives 561 estaven ocupades (302 homes i 259 dones) i 47 estaven aturades (22 homes i 25 dones). De les 169 persones inactives 63 estaven jubilades, 53 estaven estudiant i 53 estaven classificades com a «altres inactius».

### Ingressos
El 2009 a Saint-Ouen-en-Belin hi havia 469 unitats fiscals que integraven 1.330,5 persones, la mediana anual d'ingressos fiscals per persona era de 16.995 €.

### Activitats econòmiques
Dels 25 establiments que hi havia el 2007, 1 era d'una empresa alimentària, 1 d'una empresa de fabricació de material elèctric, 1 d'una empresa de fabricació d'altres productes industrials, 10 d'empreses de construcció, 3 d'empreses de comerç i reparació d'automòbils, 2 d'empreses de transport, 1 d'una empresa d'hostatgeria i restauració, 3 d'empreses de serveis i 3 d'empreses classificades com a «altres activitats de serveis».
Dels 10 establiments de servei als particulars que hi havia el 2009, 3 eren paletes, 2 guixaires pintors, 1 fusteria, 1 electricista, 1 perruqueria i 2 restaurants.
Dels 2 establiments comercials que hi havia el 2009, 1 era una botiga de menys de 120 m² i 1 una fleca.
L'any 2000 a Saint-Ouen-en-Belin hi havia 22 explotacions agrícoles que ocupaven un total de 584 hectàrees.

## Equipaments sanitaris i escolars
El 2009 hi havia una escola elemental.

## Poblacions més properes
El següent diagrama mostra les poblacions més properes.